# 王俸 (嘉靖壬戌進士)
王俸（1534年—1588年），字廉甫，號會泉，浙江嘉興府嘉善縣民籍，浙江秀水縣人，明朝政治人物。嘉靖壬戌進士，萬曆間累官湖廣參政。

## 生平
浙江鄉試第八十一名舉人。嘉靖四十一年（1562年）壬戌科會試第二百二十一名，二甲六十五名進士。授兵部主事，晉員外郎、職方郎中。又以才選讚畫，從劉燾征海寇曾一本，建功。會議開馬市，忤高拱、張居正，出為永州府知府，隨即辭官乞歸，家居十餘年。
後來，高、張二人先後身敗，王俸起為江西廬州府知府，升山東副使，萬曆十五年（1587年）二月升湖廣右參政，因病未赴任，卒於家。

## 家族
曾祖父王賢；祖父王瑜；父親王周。母徐氏。具庆下。兄王化、王俨。
女婿沈自邠，外孫沈德符。

## 事跡
其外孫沈德符的筆記《萬曆野獲編》記載嘉靖三十四年（1555年）王俸在嘉興手擒入侵倭寇的事跡。